# Dami Editore
La Dami Editore è una casa editrice italiana fondata a Milano nel 1972 da Piero Dami. 
Produce libri per i ragazzi di tutto il mondo, tradotti in oltre venti lingue e pubblicati in più di sessanta Paesi.

## Storia
Nel 2018, con la morte di Andrea Dami, editore, autore e inventore di un gran numero di serie per ragazzi, ha fine la Dami International. La missione di papà Piero e dal fratello Andrea Dami è oggi portata avanti da Elisabetta Dami, scrittrice di libri per ragazzi e autrice di Geronimo Stilton.
Dal gennaio 2002 la Dami Editore si divide in due rami: le edizioni italiane sono state acquistate da Giunti Editore; alla Dami International, appartenente alla famiglia Dami, rimangono la proprietà e la gestione dei diritti di coedizione nel resto del mondo.
Collabora in tutto il mondo con famosi fumettisti come Antonio Lupatelli, Hugo Pratt e Dino Battaglia.

## Libri
Il catalogo dei libri della casa editrice è distribuito da Giunti Editore in tutto il mondo.
Il personaggio sicuramente più noto e famoso è Geronimo Stilton, libro pubblicato dalla casa editrice nel 1997 e poi tradotto in tutto il mondo: in Francia le sue avventure sono pubblicate dalla Albin Michel Jeunesse, in Spagna dalla Editorial Planeta, negli Stati Uniti d'America dalla Scholastic, nel Regno Unito dalla Sweet Cherry Publishing.

## Autori
Tra i principali autori pubblicati da Dami Editore si possono citare Anna Casalis, Tony Wolf, Silvia D'Achille, Matt Wolf, Kenny Ross, Peter Holeinone e Dionigi Cristian Lentini.